# Philip Effiong
Philip Effiong (auch Efiong geschrieben, listenⓘ * 18. November 1925 in Ibiono-Ibom, Nigeria; † 6. November 2003 in Aba, Nigeria) war ein nigerianischer Militäroffizier, der der erste Vizepräsident und der zweite und letzte Präsident der Republik Biafra während des Nigerianischen Bürgerkriegs von 1967 bis 1970 war.

## Leben
Philip Effiong wurde am 18. November 1925 im heutigen Akwa Ibom, Nigeria, geboren und trat am 28. Juli 1945 in die Nigerian Armed Forces ein. Das Vereinigte Königreich beorderte ihn später zum Einsatz am Rhein, Westdeutschland. Danach wurde er zum Nigeria Army Ordnance Corps versetzt und ging nach einem friedenserhaltenden Einsatz in der Republik Kongo 1961 zur weiteren Ausbildung nach England. Er war Nigerias erster Director of Ordnance.
Während des Nigeria-Biafra-Krieges wurde Effiong Generalstabschef von Biafra unter Staatschef Chukwuemeka Odumegwu Ojukwu.
Zu den Taktiken des nigerianischen Militärs während des Krieges gehörten eine Wirtschaftsblockade und die absichtliche Zerstörung von landwirtschaftlichen Flächen.  Schon vor dem Krieg war das Gebiet ein Nettoimporteur von Lebensmitteln und auf die Einnahmen aus den Ölfeldern angewiesen, um seine Bevölkerung zu ernähren.
Da die Blockade die Öleinnahmen schmälerte und die Zerstörung der landwirtschaftlichen Flächen die Nahrungsmittelproduktion reduzierte, kam es zu Massenvertreibungen und zum Verhungern der Bevölkerung. Man geht davon aus, dass zwei bis drei Millionen Menschen in dem Konflikt starben, die meisten durch Hunger und Krankheiten.
Als der militärische Widerstand Biafras zusammenbrach, floh Ojukwu an die Elfenbeinküste. In dieser Situation der Unruhen, des Hungers und des Zusammenbruchs übernahm Effiong die Führung. Er wurde am 8. Januar 1970 amtierendes Staatsoberhaupt von Biafra und kündigte am 12. Januar die Kapitulation an.
Am 15. Januar 1970 verkündete Effiong in der Dodan-Kaserne in Lagos in Anwesenheit von Nigerias Staatspräsident und General Yakubu Gowon das Ende des biafranischen Konflikts:

“I, Major-General Phillip Effiong, Officer Administering the Government of the Republic of Biafra, now wish to make the following declaration: That we affirm that we are loyal Nigerian citizens and accept the authority of the Federal Military Government of Nigeria. That we accept the existing administrative and political structure of the Federation of Nigeria. That any future constitutional arrangement will be worked out by representatives of the people of Nigeria. That the Republic of Biafra hereby ceases to exist.”

„Ich, Generalmajor Phillip Efiong, der als Verwalter der Regierung der Republik Biafra verwaltet, möchte hiermit die folgende Erklärung abgeben: Wir bestätigen, dass wir loyale nigerianische Bürger sind und die Autorität der Föderalen Militärregierung von Nigeria akzeptieren. Dass wir die bestehende administrative und politische Struktur der Föderation Nigeria akzeptieren. Dass jede zukünftige verfassungsrechtliche Regelung von Vertretern des nigerianischen Volkes ausgearbeitet wird. Dass die Republik Biafra hiermit aufhört zu existieren.“

Philip Effiong wurde in der Folge formal wieder in die nigerianische Armee aufgenommen – in seinem alten Rang als Oberstleutnant.